# Exodon paradoxus
Exodon paradoxus Müller & Troschel è un pesce osseo appartenente alla famiglia Characidae nonché unica specie appartenente al genere Exodon.

## Distribuzione e habitat
In natura è diffusa nel bacino del Rio delle Amazzoni e del Tocantins nonché in Guyana.

## Descrizione
Raggiunge una lunghezza massima di 7,5 cm.

## Biologia

### Alimentazione
Si nutre di scaglie di altri pesci (lepidofagia) e di invertebrati.

## Acquariofilia
Viene talvolta allevata in acquario.